# الانتخابات التشريعية الإسرائيلية 1977
عقدت انتخابات الكنيست التاسعة في 17 مايو 1977. حصل اليمين المتطرف، بقيادة الليكود لأول مرة في تاريخ إسرائيل السياسي، على الأكثرية في الكنيست، وأنهى 30 عاماً من حكم التجمع ذو التوجه اليساري وسلفه حزب ماباي. وبلغت نسبة إقبال الناخبين 79.2 في المائة.

## روابط خارجية
- لمحة تاريخية عن الكنيست التاسعة موقع الكنيست (بالعربية)
- الكنيست التاسعة - تركيب الكتل وتركيب الحكومات موقع الكنيست (بالعربية)